# Marius Jansen
Pour les articles homonymes, voir Jansen.
Marius Berthus Jansen (11 avril 1922 – 10 décembre 2000) est un universitaire, historien et professeur émérite américain d'histoire japonaise à Princeton University.
Il a été membre du Conseil des relations étrangères et de l'Académie américaine des arts et des sciences.

## Ouvrages (sélection)
- The Japanese and Sun Yat-sen (1951)
- Sakamoto Ryōma and the Meiji Restoration (1961)
- Changing Japanese Attitudes Toward Modernization (1965)
- Japan and its World: Two Centuries of Change (1975)
- Japan and China: from War to Peace, 1894-1972 (1975)
- Japan in Transition, from Tokugawa to Meiji (1986)
- China in the Tokugawa World (1992)
- The Making of Modern Japan (2000)

## Honneurs
- Bourse Guggenheim, 1979
- Ordre du Trésor sacré, 1985[2]
- Académie japonaise, 1999 [2]
- Personne de mérite culturel, 1999[3]